# Гутенберг, Бено
Бено Гутенберг (нем. Beno Gutenberg; 4 июня 1889 — 25 января 1960) — немецко-американский сейсмолог. Коллега и наставник Чарльза Фрэнсиса Рихтера в Калифорнийском технологическом институте и соратник Рихтера в разработке шкалы Рихтера для измерения энергии землетрясений.
Член Национальной академии наук США (1945).

## Биография
Гутенберг родился в Дармштадте, Германия. Получил докторскую степень в области физики в Геттингенском университете в 1911 году. Его руководителем был Эмиль Вихерт. Во время Первой мировой войны служил в немецкой армии в качестве метеоролога. Занимал различные должности в Страсбургском университете. В 1918 году покинул университет, после того, как Страсбург стал французским городом. В течение нескольких лет управлял мыловаренным заводом своего отца. В 1926 году получил плохо оплачиваемую должность младшего профессора в университете Франкфурта-на-Майне.
Несмотря на то, что уже в 1920-х годах Гутенберг был одним из ведущих сейсмологов во всем мире и, безусловно, ведущим сейсмологом в Германии, он всё ещё зависел от положения на заводе своего отца. Тем не менее он продолжал свои исследования в свободное время. В 1928 году попытка стать преемником своего учителя Эмиля Вихерта в Геттингенском университете не удалась. Он также не был принят на должность профессора в Потсдаме.
Будучи евреем, Гутенберг не смог продолжить свою научную карьеру в Германии, в 1930 году он принял должность профессора геофизики в Калифорнийском технологическом институте в Пасадине. Он становится директором-основателем сейсмологической лаборатории.
Гутенберг, в сотрудничестве с Чарльзом Фрэнсисом Рихтером, сделал сейсмологическую лабораторию Калифорнийского технологического института ведущим мировым центром по изучению сейсмологии.
Гутенберг оставался директором сейсмологической лаборатории до 1957 года.